# (7256) Bonhoeffer
(7256) Bonhoeffer (1993 VJ5) – planetoida z grupy pasa głównego asteroid okrążająca Słońce w ciągu 3,94 lat w średniej odległości 2,49 j.a. Odkryta 11 listopada 1993 roku.